# Allam Khodair
Allam Khodair (ur. 15 maja 1981 roku w São Paulo) – brazylijski kierowca wyścigowy.

## Kariera
Khodair rozpoczął karierę w międzynarodowych wyścigach samochodowych w 2002 roku od startów w dziesięciu wyścigach sezonu Brazylijskiej Formule Renault 2.0, gdzie trzykrotnie stawał na podium, w tym raz na jego najwyższym stopniu. Z dorobkiem 133 punktów uplasował się na trzeciej pozycji w klasyfikacji generalnej. Rok później w tej samej serii był już mistrzem. W późniejszych latach Brazylijczyk pojawiał się także w stawce Brytyjskiej Formuły Renault, Europejskiej Formuły 3000, Stock Car Brasil, Pick Up Racing Brazil, Renault Super Clio Cup Brazil, A1 Grand Prix, GT3 Brasil Championship, Stock Car V8, Trofeo Linea Brasil, Brazilian Petrobras de Marcas Cup, Southamerican Championship, Brazilian Petrobras de Marcas Cup oraz FIA GT Series.